# شاخص قیمت بورس اوراق بهادار تهران
شاخص قیمت بورس اوراق بهادار تهران موسوم به تپیکس (به انگلیسی: TEPIX) که به‌طور خلاصه شاخص کل هم خوانده می‌شود، نشانگر روند عمومی قیمت کل شرکت‌های بورس است و تغییرات سطح عمومی قیمت‌ها را نسبت به تاریخ مبدأ نشان می‌دهد.
شاخص کل در ۱ شهریور ۱۳۶۹ با عدد ۱۰۰ واحد تعریف شد. بالاترین رقم ثبت‌شده برای این شاخص، در ۱۳ مرداد ۱۳۸۳ با ۱۳۸۸۲ واحد بود. شاخص کل بورس اوراق بهادار تهران روز دوشنبه ۱۶ شهریور ۱۳۹۰ به ۲۶ هزار و ۹۳۰ واحد رسید. این عدد در تاریخ بورس بی‌سابقه است. شاخص کل ابتدای سال ۱۳۹۰ حدود ۲۳ هزار بود.
پس از گذشت نزدیک به ۶ سال، شاخص بورس اوراق بهادار تهران در تاریخ ۲۴ فروردین ۱۳۸۹ به بالاترین حد خود در تاریخ بورس ایران یعنی به عدد ۱۳٬۹۰۴ رسید. با بروز بحران ارزی در ایران در سال ۱۳۹۱ این نشانگر رشد خود را از ۲۳۷۸۷ واحد در مرداد ۱۳۹۱ شروع و به رکورد تاریخی خود در ۱۵ دی ماه ۱۳۹۲ که ۸۹۵۰۰ واحد بود رساند و پس از آن وارد دوران رکود و نزول خود گردید. فاجعه بارترین روز برای بورس تهران (یکشنبه سیاه) در تاریخ ۲۲ دی ماه ۱۳۹۲ اتفاق افتاد که در آن شاخص کل بورس تهران بیش از ۲۲۰۰ واحد افت داشت.